# Катково (Смоленская область)
Катково — деревня в Краснинском районе Смоленской области России. Входит в состав Нейковского сельского поселения. Население — 38 жителей (2007 год). 
Расположена в западной части области в 9 км к западу от Красного, в 16 км южнее автодороги М1 «Беларусь», на берегу реки Комаровка. В 14 км северо-западнее деревни расположена железнодорожная станция О.п. 478-й км на линии Москва — Минск. 

## История
В годы Великой Отечественной войны деревня была оккупирована гитлеровскими войсками в июле 1941 года, освобождена в сентябре 1943 года.